# Bernat Morales i Sanmartín
Bernat Morales i Sanmartín (El Cabanyal, València, 24 d'abril de 1864 - València, 7 de gener de 1947), va ser un dramaturg, novel·lista, compositor i periodista valencià.

## Biografia
Era fill de l'escultor Bernat Morales i Soriano. Des de ben jove va mostrar interès per la literatura i la música, estudiant al Conservatori de València. També estudià les carreres de Dret i Farmàcia. Aviat va connectar amb els iniciadors de la Renaixença valenciana, relacionant-se amb el grup de joves més brillants de Lo Rat Penat. La literatura i la música serien les seues principals activitats, a les quals es va dedicar de manera professional i prioritària, compaginant-les amb l'activitat de farmacèutic, amb la qual arribaria a ser responsable de sanitat de l'Horta Nord. Essent encara un estudiant va ser premiat diverses vegades als certàmens de Lo Rat Penat, entre d'altres amb una Història del Puig de Santa Maria i amb la novel·la Flor de Pecat.
Com a periodista va col·laborar amb el diari El Mercantil Valenciano, on signava les seues cròniques amb el pseudònim de Fidelio. Justament, el fet d'haver pertangut a la redacció d'aquest diari va ser motiu suficient per a ser represaliat pel règim del General Franco una vegada acabada la Guerra Civil espanyola. També va treballar per a altres revistes i periòdics de València, Barcelona i Madrid, com ara La Degolla, El Cuento del Dumenche, La Traca Nova, Anunciador Valencià i Pensat i Fet
D'ideologia republicana va deixar constància en els seus articles i discursos del seu compromís amb l'educació i el civisme dels individus, i va defensar l'ensenyament i el coneixement amb contingut ètic. Va ocupar diversos càrrecs acadèmics, entre ells el de professor d'Història de la Literatura Dramàtica al Conservatori de València. L'any 1926, arran de la creació al si de la Real Academia Española de seccions per a les altres tres llengües parlades a Espanya va ser-ne nomenat corresponent, junt amb el pare Lluís Fullana, que en va ser nomenat acadèmic.
L'any 1910 va fundar amb Vicent Miguel Carceller la revista El Conte Valencià, on publicaria narracions d'autors valencians, catalans i, com a novetat, narracions d'autors estrangers de prestigi traduïdes al català. Només se'n van publicar dotze números. La seua contribució a la narrativa en català feta a València pot considerar-se de gran valor, en un moment en què la pràctica totalitat dels literats valencians en català conreaven en exclusiva la poesia. L'any 1908 va publicar la novel·la curta Cadireta d'or, que va tenir gran èxit i que va ser reeditada en diverses ocasions. El 1910 va publicar en la Biblioteca Popular de l'Avenç un volum amb 6 narracions curtes sota el títol Idilis llevantins. Una de les narracions incloses, La Promesa, va ser traduïda al francès. El fet que no tinguera una producció novel·lística en català més nombrosa continua sent una incògnita, donat que publicava amb certa facilitat a Barcelona. Va deixar també una important producció novel·lística en castellà, constituïda per més d'una vintena de títols. Tot i amb matisos, la seua obra pertany al corrent naturalista amb certs recursos del simbolisme en la seua darrera etapa, en què fa una narrativa més experimental (El enigma de lo imposible (1920), Eva inmortal (1919) i El ocaso del Hombre (1920)). Potser el més destacat de la seua narrativa siguen les obres d'ambientació valenciana, tant rural com urbana, i d'entre totes elles La Rulla (1905), que en paraules de Soler i Godes «Encara que escrita en castellà, […] és una novel·la valenciana pels quatre costats...». En aquestes obres es detecten punts de contacte amb Vicent Blasco Ibáñez. No obstant això, tot i que els dos autors pertanyen a la mateixa generació i el seu posicionament ideològic és semblant, Morales Sanmartín escriu quan s'inicia el segle xx i en contacte amb els nous corrents artístics contemporanis, com ara el psicologisme, el modernisme, el simbolisme o l'expressionisme.
Influït per l'obra de Rafael Martí Orberà va escriure diverses obres de teatre dramàtic, allunyades per l'estil i el tema de l'habitual sainet, amb el qual s'identificava el teatre valencià de l'època escrit en català. En La Borda, Raça de llops i La mare terra —totes elles traduïdes posteriorment per l'autor al castellà— planteja una mena de drama rural a l'altura del millor teatre d'Àngel Guimerà, Jacinto Benavente, Pirandello o Hugo Betti. La mare Terra va ser un gran èxit, i presenta en el context de l'emigració valenciana a Amèrica un teatre que insereix l'element polític i social com a ingredient del drama. La pretensió de renovació del teatre valencià s'aprofundeix amb La borda. Basada possiblement en fets reals, relata la peripècia d'una innocent dona víctima d'una dramàtica broma orquestrada per tot un poble. Ací «l'autor ha creat […] un text literari que transcendeix el fet en si de la farsa des del moment que la contextualitza mitjançant un conjunt de símbols, esperpèntics i expressionistes, i ens la converteix en una situació d'abús de poder mancat de caritat».
Com a músic va compondre algunes sarsueles, suites, diverses peces per a piano i cançons, algunes d'elles premiades a l'Exposició Valenciana de 1909.
Bernat Morales Sanmartín va passar els seus últims anys en una situació de pobresa extrema, aïllat completament del món literari i de l'espectacle. Va morir a València, el 7 de gener de 1947, a l'edat de 82 anys.